# Búvármúzeum
A Búvármúzeum az Esztergom-kertvárosi Palatinus-tó vize alatt 2006 tavaszán megnyílt vízalatti gyűjtemény.

## Leírása

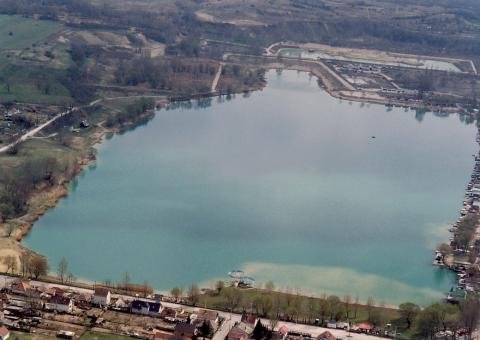
A „Pala”

A múzeum egy 60 köbméteres fémketrecben kapott helyet a tó fenekén. A parti búvárbázistól induló kötélrendszer segítségével lehet a ketrechez lejutni, és a különböző kiépített objektumok között közlekedni. A rácsozat belső falán sorakoznak a kiállított tárgyak -  régi ruhák, légzőcsövek, búvárfelszerelések, búvárlámpák, tablók és a magyarázó szöveg. Bemutatja a búvárkodás történetét a kezdetektől napjainkig, illetve a víz alatti fényképezés fontos pillanatait és eszközeit.
A kiállított 90 tárgy mindegyike 20 évnél öregebb, és mára többnyire működésképtelenek. A ketrecen és a kiállítási tárgyakon megtelepedtek az algák, moszatok, kagylók, és beköltöztek kisebb-nagyobb halak is, így az élővilág fejlődési folyamatát, ciklusait is meg lehet figyelni. A 7-8 méteres átlag látótávolság miatt jól látható a tó gazdag élővilága.

## Története
A múzeumot 2006 tavaszán Kollár K. Attila és Kollár Krisztián hozták létre a könnyűbúvárok régi felszereléseiből. Az esztergomi Spartacus SE tagjai felajánlották, hogy a Palatinus-tónál lévő búvárbázisukon megvalósíthatjuk a tervet. A tárlat anyaga helyi búvárok felajánlásával gyarapodott. A ketrecet az FTSK DELFIN Könnyűbúvár Szakosztály segítségével állították fel a víz alatt, a parttól 50-60 méterre. A kiállítási tárgyakat, már a parton a helyükre erősítették, hogy ezzel is megkönnyítsék a víz alatti szerelést. A felállítás három napig tartott és 10-12 búvár végezte.
A múzeum 2009. novembere óta, amikor a Palatinus-tavon megszűnt a búvárkodás, nem látogatható. A kiállítás sorsa bizonytalan, elképzelhető, hogy a tárgyak a felszínen kapnak bemutatási lehetőséget.

## Külső hivatkozások
- A Búvármúzeum honlapja
- Víz alatti múzeum a Palán - EgomInfó.hu
- https://web.archive.org/web/20090427001135/http://www.extrem.hu/cikk/extrem.hu/3178
- Múzeum a víz alatt - Submarine - 2008. IV. szám.
- https://web.archive.org/web/20090427113448/http://www.buvarinfo.hu/buvarinfo_sites/buvarismeretek/200605buvarmuzeum.htm